# Neovalgus taiwanus
Neovalgus taiwanus är en skalbaggsart som beskrevs av K. Sawada 1941. Neovalgus taiwanus ingår i släktet Neovalgus och familjen Cetoniidae. Inga underarter finns listade i Catalogue of Life.